# ヴフテマス
ヴフテマス（Vkhutemas, VKhUTEMAS, ロシア語: Вхутемас, "Высшие художественно-технические мастерские" 国立高等美術工芸工房 の略称）は、1920年から1930年の間にモスクワで設立され美術教育に当たったソ連国立高等教育機関である芸術工芸学校で、Vhutemas Vchutemas、とも綴る。日本語訳では、国立高等美術工芸工房や国立高等芸術技術工房、などと訳される。
芸術や建築分野で、ロシアアヴァンギャルドと呼ばれる芸術ムーブメント、シュプレマティスム（絶対主義）や構成主義（ロシア構成主義）といった運動体に呼応した新時代の革新的な美術教育機関となった。それゆえ常に政治的な圧力にさらされていく。

## 沿革

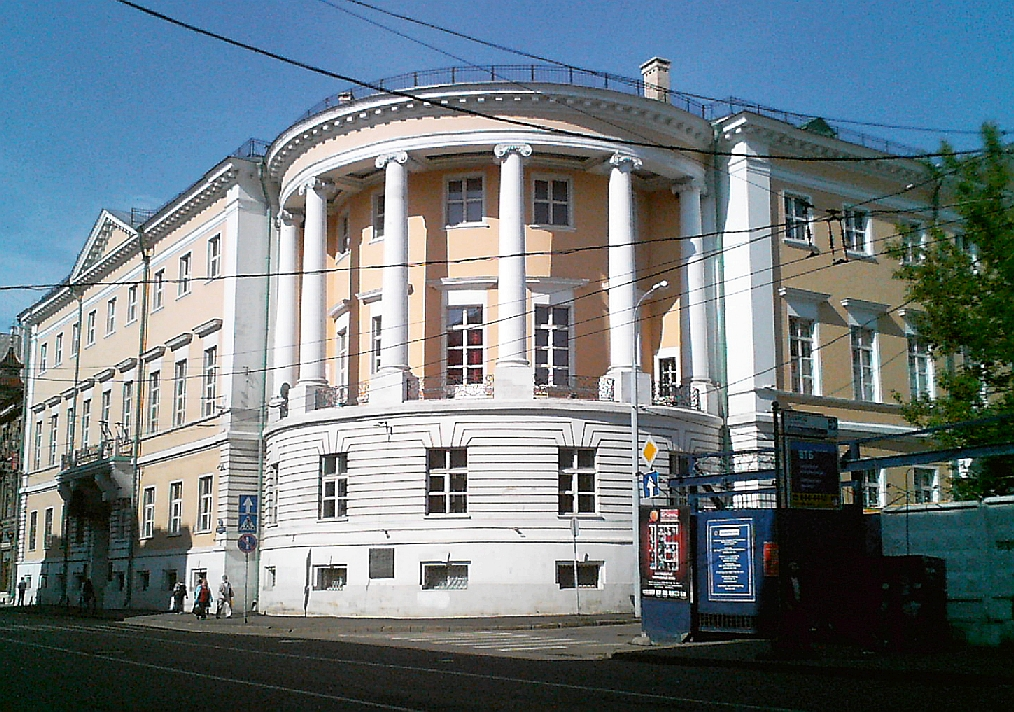
かつてヴフテマスが置かれていた建物

設立経緯は、それまでモスクワにあって芸術教育を施していた絵画彫刻建築学校（英：Moscow School of Painting, Sculpture and Architecture）を国営の第一自由美術工房に改組、産業色の強い教育を担ったストロガノフ応用美術学校（英：Stroganov School of Applied Arts）を第二自由美術工房に改組し、これをさらに国営教育機関として統合、1919年に誕生したバウハウスに1年先立ち、1918年、スヴォマス（Svomas, 国立自由美術工房、国立自由芸術工房または国立自由芸術スタジオと訳される）をペトログラードにて発足させる。ところが発足2年後、今度はウラジーミル・レーニンが1920年に、スヴォマスを改組する勅令を出して、モスクワにヴフテマスを開設させた。
この学校は芸術学部と産業学部を設置し、芸術学部ではグラフィック科、彫刻科、建築科、を開設。産業学部は印刷科、陶芸科、テキスタイルデザイン科、木工科、金属加工科を開設した。常時で100名の教育スタッフを抱え、学生は往事は約2700名が在籍している。いずれの科も基礎造形課程に重きを置き、建築や工芸、産業デザイン、工業デザインを重視する、一見バウハウスに似た芸術教育を導入している。
1926年には、新たな学長を迎えて再編させ、1927年に名称もStudios＝工房からInstitute＝研究所に変更し、ヴフテイン（Vkhutein 、VKhUTEINまたはVhutein, ロシア語: Вхутеин, 国立高等美術工芸研究所または国立高等芸術技術研究所、と訳される）に改称した。
ところが、1930年に閉鎖、解体を受けることになった。残った教員と学生、さらに残された資産などは別の学校へと分散することになった。

## 学校関係者
教授陣は、ワシリー・カンディンスキー（後バウハウスへ）、リューボフ・ポポーワ、アレクサンドル・ロトチェンコやウラジーミル・タトリン、エル・リシツキー、コンスタンチン・メーリニコフ、ナウム・ガボ、カジミール・マレーヴィチ、ヴェスニン兄弟、イワン・レオニドフ、イワン・クリュンなどの面々である。
卒業生には上記レオニドフやタチヤーナ・マーヴリナ、など多数の人材を輩出。

## 参考
- ロシア・アヴァンギャルド 全8巻 7　レフ　芸術左翼戦線　国書刊行会、松原明　大石雅彦：編　1990
- VHUTEMAS. MOSCOU 1920-1930 VHUTEMAS KHAN-MAGOMEDOV S. Editions du Regard
- 美術科教育における視覚言語能力の研究　福田 隆眞　1992年
- 無対象の世界 カジミール・マレーヴィチ 1992 中央公論美術出版 バウハウス叢書11 1927 五十嵐利治 訳